# جوديث بيج ميتشيل
جوديث بيج ميتشيل (بالإنجليزية: Judith Paige Mitchell)‏ (24 نوفمبر 1932، نيو أورلينز في الولايات المتحدة - 10 فبراير 2010، لوس أنجلوس في الولايات المتحدة)؛ كاتبة سيناريو وروائية أمريكية.

## روابط خارجية
- جوديث بيج ميتشيل على موقع IMDb (الإنجليزية)
- جوديث بيج ميتشيل على موقع ألو سيني (الفرنسية)
- جوديث بيج ميتشيل على موقع أول موفي (الإنجليزية)
- جوديث بيج ميتشيل على موقع قاعدة بيانات الفيلم (الإنجليزية)
- جوديث بيج ميتشيل على موقع كينوبويسك (الروسية)